# Giải thưởng Âm nhạc Mỹ năm 2007
Giải thưởng Âm nhạc Mỹ lần thứ 35 được tổ chức vào ngày 18 tháng 11 năm 2007 tại Nokia Theatre, thành phố Los Angeles, California. Đây là lần đầu tiên các giải thưởng được quyết định qua bình chọn trực tuyến (từ ngày 9 tháng 10 đến ngày 2 tháng 11 năm 2007). Người dẫn chương trình cho năm này là Jimmy Kimmel.

## Đề cử và giải thưởng
- Tên người đoạt giải được in đậm

### Pop/Rock
Nam nghệ sĩ nhạc pop/rock xuất sắc
- Akon
- Timbaland
- Justin Timberlake

Nữ nghệ sĩ nhạc pop/rock xuất sắc
- Beyoncé
- Fergie
- Avril Lavigne

Nhóm nhạc pop/rock xuất sắc
- Nickelback
- Maroon 5
- Linkin Park

Album pop/rock được ưa thích
- Daughtry của ban nhạc Daughtry
- FutureSex/LoveSounds của Justin Timberlake
- Minutes To Midnight của Linkin Park

### Nhạc Country
Nam nghệ sĩ nhạc country xuất sắc
- Tim McGraw
- Toby Keith
- Brad Paisley

Nữ nghệ sĩ nhạc country xuất sắc
- Martina McBride
- Carrie Underwood
- Taylor Swift

Nhóm nhạc nhạc country xuất sắc
- Big & Rich
- Brooks & Dunn
- Rascal Flatts

Album nhạc country được ưa thích
- Some Hearts của Carrie Underwood
- Let It Go của Tim McGraw
- Me And My Gang của Rascal Flatts

### Nhạc Soul & Blues
Nam nghệ sĩ nhạc Soul & Blues xuất sắc
- Akon
- T-Pain
- Ne-Yo

Nữ nghệ sĩ nhạc Soul & Blues xuất sắc
- Beyoncé
- Fantasia
- Rihanna

Album nhạc Soul & Blues xuất sắc
- Double Up của R. Kelly
- FutureSex/LoveSounds của Justin Timberlake
- B'day của Beyoncé

### Rap/Hip-hop
Nam nghệ sĩ Rap/Hip-hop xuất sắc
- Young Jeezy
- T.I.
- Fabolous

Nhóm Rap/Hip-hop xuất sắc
- Bone Thugs-n-Harmony
- Pretty Ricky
- Shop Boyz

Album Rap/Hip-hop xuất sắc
- Strength & Loyalty của Bone Thugs-n-Harmony
- The Inspiration của Young Jeezy
- T.I. vs. T.I.P. của T.I.

### Nhạc đương thời của thanh thiếu niên
Nghệ sĩ/Nhóm nhạc được ưa thích
- John Mayer
- Norah Jones
- Ban nhạc Daughtry

### Nhạc Rock alternative
Nghệ sĩ/Nhóm nhạc xuất sắc
- Linkin Park
- The White Stripes
- My Chemical Romance

### Nhạc Latin
Nghệ sĩ xuất sắc
- Daddy Yankee
- Juan Luis Guerra
- Jennifer Lopez

### Nghệ sĩ đương đại có nhiều ảnh hưởng
Nghệ sĩ/Nhóm nhạc xuất sắc
- Casting Crowns
- Jeremy Camp
- tobyMac

### Những giải thưởng khác
Nghệ sĩ mới đột phá
- Ban nhạc Daughtry
- Plain White T's
- Robin Thicke

Nhạc phim được ưa thích
- Nhạc phim High School Musical 2
- Nhạc phim Hairspray
- Nhạc phim Dreamgirls

Nghệ sĩ được bình chọn nhiều nhất qua điện thoại (T-Mobile tài trợ)
- Akon
- Ban nhạc Daughtry
- Fergie
- Norah Jones
- Carrie Underwood

Nghệ sĩ có tầm ảnh hưởng quốc tế (hạng mục không có đề cử)
- Beyoncé

## Trình diễn
Những nghệ sĩ đã trình diễn tại lễ trao giải:
- Chris Brown (hát cùng T-Pain)
- Daughtry
- Duran Duran
- Fergie
- Céline Dion
- Alicia Keys (hát cùng Junior Reid, Beenie Man và Chaka Demus & Pliers)
- Jonas Brothers
- Avril Lavigne
- Maroon 5
- Rascal Flatts
- Rihanna (hát cùng Ne-Yo)
- Nicole Scherzinger
- Will.i.am
- Mary J.Blige
- Sugarland (hát cùng Beyoncé Knowles)
- Queen Latifah